# Transeuropejski system kolei dużych prędkości
Transeuropejski system kolei dużych prędkości (ang. Trans-European high-speed rail network, TEN-R) – sieć kolejowa określona w Decyzji nr 1692/96 Parlamentu Europejskiego i Rady z dnia 23 lipca 1996 r. w sprawie wspólnotowych wytycznych dotyczących rozwoju transeuropejskiej sieci transportowej, w skład której wchodzą:
a) linie kolejowe specjalnie wybudowane dla ruchu odbywającego się z prędkością równą lub większą niż 250 km/h,
b) linie kolejowe zmodernizowane dla ruchu odbywającego się z prędkością większą niż 200 km/h,
c) linie kolejowe stanowiące połączenia pomiędzy liniami, o których mowa w punktach, a i b oraz stacjami kolejowymi w centrach miast,
d) pojazdy kolejowe przeznaczone do ruchu odbywającego się po liniach, o których mowa w punktach a–c.